# Morinda royoc
Morinda royoc är en måreväxtart som beskrevs av Carl von Linné. Morinda royoc ingår i släktet Morinda och familjen måreväxter. Inga underarter finns listade i Catalogue of Life.